# Ekou (köpinghuvudort i Kina, Shanxi Sheng, lat 39,13, long 113,19)
Ekou är en köpinghuvudort i Kina. Den ligger i provinsen Shanxi, i den norra delen av landet, omkring 150 kilometer norr om provinshuvudstaden Taiyuan. Antalet invånare är 27 443. Befolkningen består av 13 127 kvinnor och 14 316 män. Barn under 15 år utgör 17,0 %, vuxna 15-64 år 72 %, och äldre över 65 år 10,0 %.
Runt Ekou är det ganska tätbefolkat, med 120 invånare per kvadratkilometer. Ekou är det största samhället i trakten. Trakten runt Ekou består i huvudsak av gräsmarker.
Genomsnittlig årsnederbörd är 701 millimeter. Den regnigaste månaden är juli, med i genomsnitt 185 mm nederbörd, och den torraste är januari, med 4 mm nederbörd.